# ФК „Садово“
ФК „Садово“ в гр. Садово е създаден от Петър Славов Йорданов под формата на спортно дружество „Княгиня Мария Луиза“ през 1934 г.
Носи през годините названията „Левски“ и „Тракиец“. Клубни цветове: зелено-черно райе. Клубен стадион: Градски, с капацитет 500 зрители.
Състезава се в Трета лига – югоизточна група
Президент: Йордан Николов Бонев
Ст. треньор: Даниел Ангелов Божков
Пом.-треньор: Румен Държиков

## Състав сезон 2018/2019:
- Вратари:
  - Стефан Димитров Стойчев
  - Стоян Людмилов Здравков
- Защитници:
  - Николай Красимиров Коев
  - Светослав Тодоров Асенов
  - Атанас Красимиров Зангаров-капитан
  - Георги Николаев Бъчваров
  - Стефан Николаев Харлов
  - Иван Динков Ицов
  - Даниел Ангелов Божков
- Полузащитници и нападатели:
  - Венцислав Петров Изевков
  - Августин Иванов Занчев
  - Пламен Иванов Занчев
  - Димитър Иванов Ямалиев
  - Никола Людмилов Николов
  - Георги Стоев Ставрев
  - Петьо Христов Димитров
  - Ивайло Георгиев Димитров
  - Георги Георгиев Христозов
  - Емил Димитров Стоев
  - Емил Георгиев Аргиров
  - Стоян Иванов Грънчарски